# 834 Fifth Avenue
 (août 2014).
Si vous disposez d'ouvrages ou d'articles de référence ou si vous connaissez des sites web de qualité traitant du thème abordé ici, merci de compléter l'article en donnant les références utiles à sa vérifiabilité et en les liant à la section « Notes et références ».
834 Fifth Avenue est une résidence luxueuse de très grand standing à Manhattan, New York. Il se situe comme son nom l'indique sur la Cinquième avenue au coin de la 64e rue et fait face au zoo de Central Park. Ce bâtiment a été dessiné par Rosario Candela, un architecte ayant dessiné un grand nombre de luxueux bâtiments à Manhattan entre la Première et la Seconde Guerre mondiale.
Le bâtiment a été construit en 1930, et est l'un des derniers grands bâtiments de luxe érigé avant la Grande Dépression.
Le bâtiment est géré en coopérative d'habitation.

## Appartements
834 Fifth comprend 24 appartements répartis sur 16 étages.Leur taille va de 400 m2 à plus de 700 m2.

## Résidents
834 Fifth Avenue a historiquement abrité un grand nombre d'héritiers et de fondateurs de très grandes sociétés : Standard Oil, Johnson & Johnson, Woolworth, la Hearst Corporation, Ford et la Chase Manhattan Bank. La résidence a longtemps été associé à la famille Rockefeller pour ses relations d'affaires et ses œuvres philanthropiques.
De plus, 834 Fifth Avenue a toujours accueilli un plus grand nombre d'entrepreneurs et de "self-made man" que les autres buildings :
- Laurance Rockefeller (qui possédait le building avant qu'il devienne un immeuble à appartements) y a vécu pendant presque 50 ans
- Rupert Murdoch (fondateur de News Corporation)
- Loida Nicolas-Lewis (en) (business woman, philanthrope, veuve de Reginald Lewis (en))
- Leslie Wexner (fondateur de Limited Brands "Victoria's Secret")
- John Gutfreund (en) (ancien dirigeant de Salomon Brothers)
- Elizabeth Arden (fondatrice de la marque éponyme de cosmétique)
- Harold Prince (un producteur de Broadway)
- Alfred Taubman (en) (développeur de centres commerciaux, ancien gérant de Sotheby's)
- John DeLorean (ancien magnat de l'automobile)
- Joan Whitney Payson (héritière et philanthrope de la famille Whitney)
- Woody Johnson (un des héritiers de Johnson & Johnson et propriétaire des New York Jets)
- Charles R. Schwab (en) (fondateur et PDG de la Charles Schwab Corporation)
- Frank Jay Gould (héritier de Jay Gould)

## Autres bâtiments de même architecture
Il existe à New York d'autres résidences avec la même architecture 820 Fifth Avenue, 927 Fifth Avenue, 960 Fifth Avenue, 993 Fifth Avenue, 995 Fifth Avenue, 998 Fifth Avenue, 720 Park Avenue et 740 Park Avenue.